# Samsung Galaxy S20 Tactical Edition
El Samsung Galaxy S20 Tactical Edition es un teléfono inteligente Android con pantalla táctil diseñado, fabricado y comercializado por Samsung Electronics.
El dispositivo se construyó para satisfacer las necesidades de los operadores del Gobierno Federal y del Departamento de Defensa de los Estados Unidos. El teléfono es un componente aprobado de Commercial Solutions for Classified Program (CSfC). Cuenta con soporte para visión nocturna, modo sigiloso, alimentadores para drones y telémetros láser. El dispositivo puede conectarse a radios tácticas y a sistemas de misión, y es capaz de ejecutar aplicaciones como el Kit de observación distribuida de trauma asistida de Battlefield (Battlefield assisted trauma distributed observation kit; por sus siglas en inglés, BATDOK), entre otros.